# پرداخت مشترک
پرداخت مشترک، (به انگلیسی: Co-payment) در امور بیمه، به پرداخت قسمتی از هزینه‌های پزشکی یا خدمات اورژانسی مورد نیاز افرادی که تحت پوشش بیمه درمانی گروهی می‌باشند، اطلاق می‌گردد. اینگونه پرداخت‌ها در عمل فقط در ایالات متحده آمریکا بکار گرفته می‌شود.